# La Altagracia
La Altagracia é uma das 31 províncias da República Dominicana. É a província mais oriental do país.
O nome é em homenagem à imagem de Nossa Senhora de La Altagracia, trazido da Espanha no século XVI. Vários milagres são atribuídos a esta santa. A Virgem deu nome a um santuário em Salvaleón de Higüey (cidade conhecida simplesmente como Higüey), o qual na segunda metade do século XX foi construída a catedral ou Basílica de Nossa Senhora de la Altagracia inaugurada em 1971.

## História
Em 1505, Juan de Esquivel conquistou este cacicado e fundou uma fortaleza que ele construiu em 1506 por ordem de Ovando em uma vila, chamando a de Salvaleón de Higüey.
Mais tarde, por privilégio real enviado a Sevilha em 7 de dezembro de 1508 foi concedido a esta vila o brasão de armas. Durante o período colonial espanhol, Higüey permaneceu como paróquia do partido de Seibo. Então, em 1801, devido à divisão territorial realizada por Toussaint Louverture por seu domínio da parte espanhola da ilha, passou a ser um distrito do departamento de Ozama.
Após o período da Reconquista, em 1809, quando a Espanha obteve novamente o domínio da parte oriental, Higüey voltou a ser paróquia do partido de Seibo até 1821. Depois, em 1822, ano em que se viu a ocupação haitiana sob o comando de Boyer, voltou a ser parte do departamento de Ozama. E ao ser proclamado a República em 1844, a Junta Central Governativa a designou comum do departamento de Seibo.
Um ano mais tarde, através da Administração Provincial Lei Nº 40 de 9 de Junho de 1845, foi convertido em comum da província de Seibo, uma condição que manteve até 1861, quando por resolução da capitania Geral do Governo Espanhol Anexionista foi erguido a Posse de Governo Político e Militar de Seibo. Mas, sendo restaurada à República recuperou sua condição de província comum de Seibo pelo Decreto Nº. 860 de 12 de agosto de 1865.
Atualmente, é a cabeceira comum da província de la Altagracia. Nesta província se encontra o Santuário da Virgem Milagrosa de la Altagracia, padroeira do povo dominicano.
Este é o primeiro santuário da América e no qual traz em 21 de janeiro de cada ano, milhares de dominicanos para adorar a Virgem de la Altagracia.
Atualmente, a imagem venerada da milagrosa virgem está exposta na Basílica que foi construída para honrar frente ao antigo Santuário e unida a ela por uma grande avenida, moderna e iluminada. Para um histórico detalhado de Higüey, leia o livro "História de Higüey" por Francisco Guerrero Castro que é o melhor sobre Higüey em seu gênero.

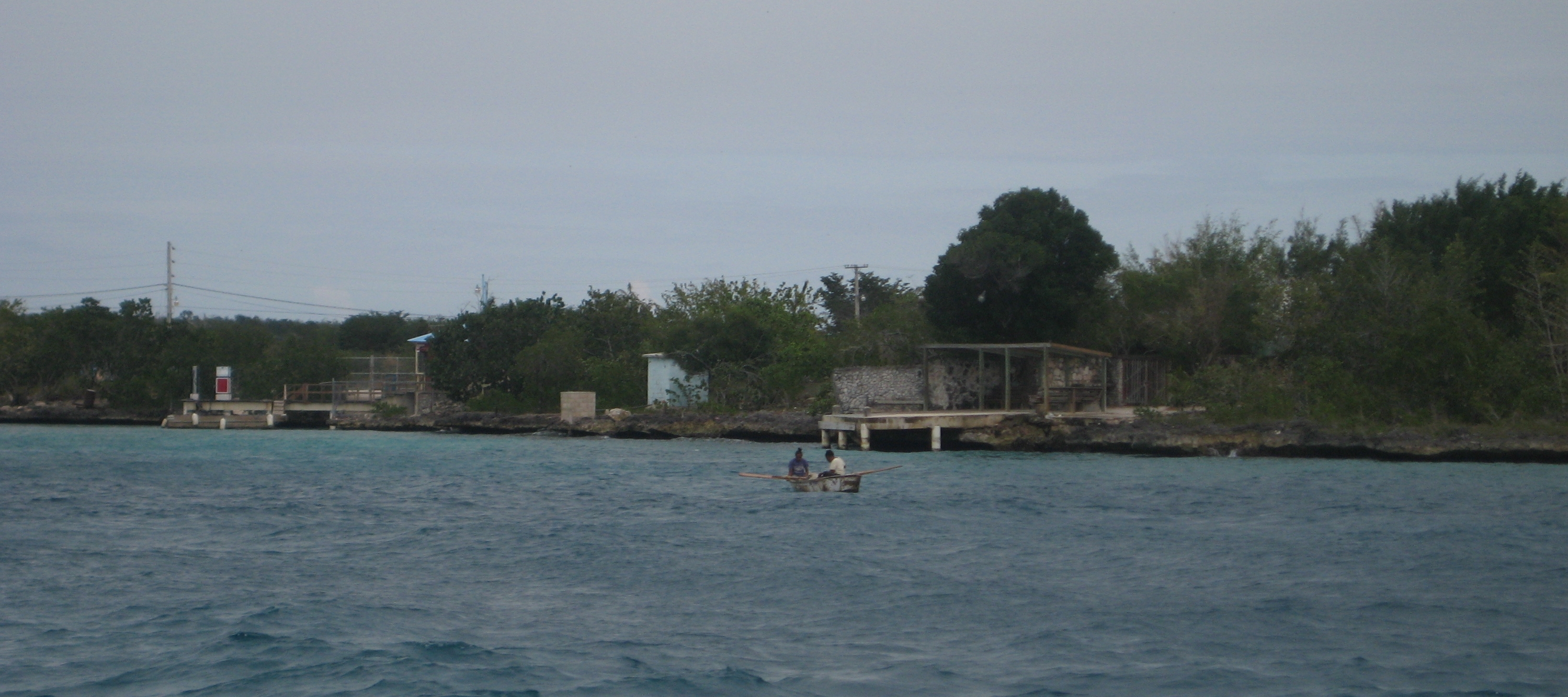
Bayahibe.

## Localidades
- Salvaleón de Higüey
- San Rafael del Yuma

### Demografia da população
- 11% mulatos/mestiços
- 22% brancos
- 67% negros

## Distritos
- Boca de Yuma
- Lagunas de Nisibón
- Otra Banda
- Verón-Punta Cana
- Bayahibe

## Economia
O turismo é uma das principais atividades econômicas da província, tanto religioso, e conta com acomodações de primeira classe no Caribe e América Central, especialmente em Bávaro e Punta Cana.
Essa província é também basicamente agrícola e pecuária. Estima-se que possui cerca de 775 mil empregos em que se dedica à criação de gado, a segunda província no país com o maior número de vacas.
A cana de açúcar e o arroz são dois de seus itens básicos de comercialização, assim como o milho, o feijão, e diferentes alimentos, como a mandioca, a banana, a taioba, o inhame e a batata doce.

## Demografia
População (2002): 182 020 personas: 92 703 homens e 89 317 mulheres.
Densidade: 60 habitantes/km2.
Porcentagem de população urbana: 65.8%.
o compisition racial é:
- 82% negros
- 17% mulato
- 1% branco

## Emissoras de rádio
Banda FM
Kool 106.9,
Estrella 92.3,
Génesis 97.5,
La Kalle 96.3,
La Voz de la Luz 88.7,
Magia 90.3,
Mambo 94.3,
Misionera 91.5,
Naranja 105.5,
Punta Cana 99.1,